# Manuel Pérez Guerrero
Manuel Pérez Guerrero (Caracas, 18 de septiembre de 1911 - Caracas, 24 de octubre de 1985) fue un abogado, economista y político venezolano. Tuvo una dilatada trayectoria en la administración pública venezolana, habiendo ocupado los ministerios de Hacienda y de Minas e Hidrocarburos. Fue también uno de los fundadores de la Organización de Naciones Unidas (ONU) firmantes de la conferencia de San Francisco en 1945 y trabajó para esta organización durante una gran parte de su vida. Fue también representante permanente de Venezuela ante las Naciones Unidas con sede en Nueva York, secretario general de la UNCTAD y presidente del Grupo de los 77. Hablaba fluidamente en inglés y francés, con sólidos conocimientos de otras lenguas como alemán y árabe, lo cual le fue de utilidad mientras trabajó como funcionario de la ONU en varias misiones en países del Medio Oriente. Participó como asesor económico durante el proceso de nacionalización petrolera en Venezuela en 1975 y continuó asesorando a los gobiernos venezolanos en materia de economía internacional hasta el día de su fallecimiento.

## Biografía
Pérez Guerrero nació en un hogar caraqueño acomodado, de padre español y madre cumanesa; cursó sus estudios primarios en el "Colegio Alemán" de Caracas y la secundaria en el "Lycee Janson de Sailly" de París, Francia, obteniendo los títulos de Doctor en Ciencias Políticas de la Universidad Central de Venezuela y Economista de la Universidad de París. Siendo muy joven, se incorporó al personal del Departamento de economía y Finanzas de la Sociedad de Naciones en Ginebra en 1937.

## Vida política
De regreso en su tierra natal, fue nombrado secretario ejecutivo de la comisión para importaciones del Ministerio de Hacienda por el presidente Eleazar López Contreras en 1940. Durante la presidencia de Isaías Medina Angarita le tocó la tarea de encabezar la comisión para la investigación de los problemas de postguerra en el Ministerio de Relaciones Exteriores, en 1943 y fue designado delegado por Venezuela en las conferencias económicas y financieras de Hot Springs (1943), Bretton Woods (1944) y en la conferencia de San Francisco (1945) que dio origen a la fundación de la Organización de las Naciones Unidas. En dicho organismo, participó en los primeros programas de asistencia técnica a Países en desarrollo.
En 1948, el presidente Rómulo Gallegos lo designa Ministro de Hacienda. Su gestión allí -junto con Juan Pablo Pérez Alfonzo (a la sazón Ministro de Fomento)- se destacó por elevar la participación fiscal del estado en la renta petrolera de 43% al 50%, un esquema que se hizo conocido como “fifty/fifty” y que fue replicado posteriormente en varios países productores, notablemente Arabia Saudita. Es expulsado de Venezuela a raíz del golpe de Estado del 24 de noviembre de 1948. Vuelve entonces a su antiguo cargo en las Naciones Unidas, residiendo en El Cairo (1953-1957), Túnez y Marruecos (1957-1959).
Con el regreso a la democracia en Venezuela, en 1959 el nuevo presidente Rómulo Betancourt lo nombra Director de la Oficina de Coordinación y Planificación (CORDIPLAN), cargo que desempeña manteniendo su condición de funcionario de Naciones Unidas; viajando en este tenor a Argelia en 1963 para supervisar personalmente un programa de desarrollo económico y social. Ese año es nombrado Ministro de Minas e Hidrocarburos, cargo en el cual lo ratifica el nuevo presidente Raúl Leoni en 1964. Durante su gestión ministerial, se crea la modalidad de los “contratos de servicio” para permitir una mayor participación del Estado venezolano, a través de la Corporación Venezolana del Petróleo, en las distintas fases de la explotación y comercialización de los hidrocarburos. En esos años Pérez Guerrero propuso formalmente por vez primera el establecimiento de un sistema de cuotas de producción con el fin de que los miembros de la recién creada OPEP ordenaran la oferta de petróleo. En esa oportunidad no se logró un acuerdo, pero fue la primera vez que el tema era discutido a nivel ministerial, con montos de cuotas precisos propuestos por Venezuela.
Renuncia a su cargo en 1967 para volver a dedicarse de lleno a sus actividades en las Naciones Unidas; encabezando una misión enviada a Adén para ayudar a la Federación de Arabia del Sur a alcanzar su independencia. Ejerció la secretaría general de la Conferencia de Comercio y Desarrollo (UNCTAD) de la ONU entre 1969 y 1974. Desde allí promovió con determinación el establecimiento del Programa Integrado de Productos Básicos y de su pieza central, el Fondo Común.
En 1974 el presidente Carlos Andrés Pérez lo inviste como Ministro de Estado para Asuntos Económicos Internacionales, con la responsabilidad de copresidir la Conferencia sobre Cooperación Económica (conocida bajo el nombre de Conferencia Norte-Sur) con sede en París entre 1975 y 1977. 
Posteriormente fue presidente del llamado Grupo de los 77 países en desarrollo (1980-1981), representando a Venezuela como uno de los principales voceros del Tercer Mundo en el ámbito de las negociaciones para un nuevo orden económico internacional. El presidente Luis Herrera Campíns lo nombra Asesor en asuntos económicos internacionales en 1979 y en 1984, ya bajo el gobierno de Jaime Lusinchi, vuelve a asumir el cargo de ministro de Estado hasta el día de su fallecimiento el 24 de octubre de 1985.